# Bischheim (Bas-Rhin)
Bischheim település Franciaországban, Bas-Rhin megyében. Lakosainak száma 18 289 fő (2022. január 1.). Bischheim Strasbourg, Hœnheim, Niederhausbergen, Reichstett, Schiltigheim és La Wantzenau községekkel határos.

## Népesség
A település népességének változása:
| Lakosok száma | 17 432 | 17 188 | 17 370 | 17 093 | 17 137 | 17 353 | 17 520 | 17 939 | 18 289 |
|               | 2013   | 2015   | 2016   | 2017   | 2018   | 2019   | 2020   | 2021   | 2022   |